# Улица Платонова (Воронеж)
Улица Платонова — улица в историческом центре Воронежа (Ленинский район), проходит от Университетской площади до улицы Кирова. Протяжённость улицы около 600 метров.

Памятная доска улицы. Установлена на д. 13

## История

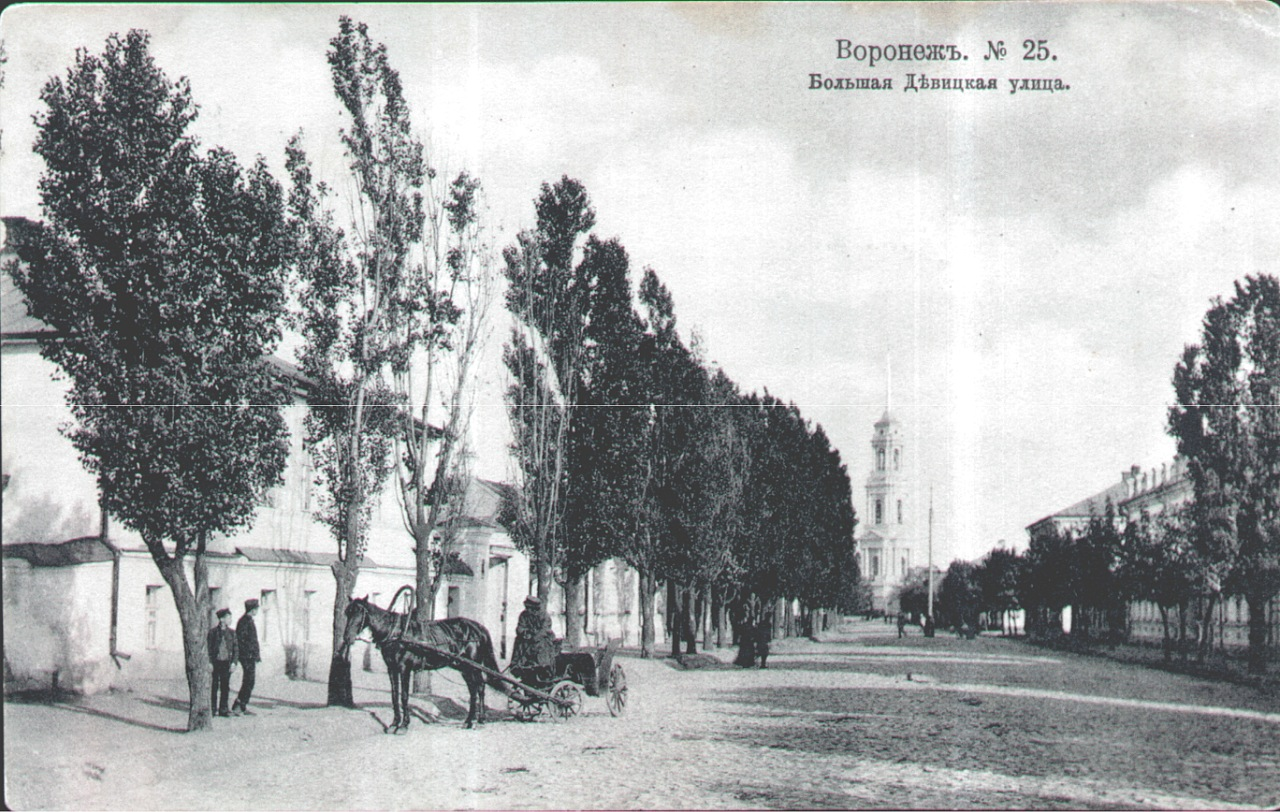
Большая Девицкая улица

Складывалась с XVII века как дорога в село Девица, отчего наименовалась Большой девицкой улицей. Постепенно застраивалась с юго-востока на северо-запад. 
Соединяла посад с Митрофаньевым монастырём. Улица была реконструирована по генеральному плану 1774 года. В 1876 года улица была обеспечена водопроводом. В 1882 году садоводом И. Г. Карлсоном по договору с городской управой выполнена обсадка всей улицы пирамидальными тополями.
Более древняя, близкая к центру города часть улицы считалась престижной и застраивалась домами состоятельных горожан.
В 1918 году улица получила новое наименование в память «кровавого воскресенья» — улица 9 января.
Современное название, с 1990 года, в честь советского писателя Андрея Платонова (1899—1951), мемориальная доска на д. 13. Писатель жил на этой улице, в д. 18, в середине 1920-х годов
В 2008 году на улице был снесён дом Перелыгиной, построенный в 1919 году. Здание имело статус памятника истории и архитектуры регионального значения.

## Достопримечательности
д. 1 — Комплекс гостиницы Киевское подворье
д. 3 — Музей игрушек Helen & Teddy
д. 11 — Усадьба Быстржинских, мемориальная доска Л. Н. Толстому с текстом: «В апреле 1894 года в этом доме у своей племянницы Е. С. Денисенко бывал писатель Лев Николаевич Толстой».